# Shilin, Anhui
Shilin (kinesiska: 石林) är en socken i östra Kina. Den ligger i Xiao härad i staden Suzhou i provinsen Anhui, omkring 250 kilometer norr om provinshuvudstaden Hefei. Antalet invånare är 20569. Befolkningen består av 10 491 kvinnor och 10 078 män. Barn under 15 år utgör 24,0 %, vuxna 15-64 år 63 %, och äldre över 65 år 12,0 %.